# Akute
Akute (Акутэ) — белорусская рок-группа, исполняющая песни на белорусском языке. Создана в 2008 году бывшими участниками могилевской альтернативной группы «Глюки» Стасом Мытником и Романом Жигаревым.

## История
Группа Akute была образована в 2008 году в Могилёве.

### 2009
Первое выступление Akute состоялось в августе на фестивале «Приход» (Могилёв). В ноябре на популярном белорусскоязычном сайте «Тузін Гітоў» состоялась премьера первой студийной записи коллектива — песни «Адзіноцтва», которая продержалась в хит-параде сайта до лета 2010 и по итогам финального тура попала в число 12 лучших песен сезона, заняв 3-е место.

### 2010
Летом 2010 группа выступила на фестивале «Be2gether» (Норвилишкес, Литва), выиграла гран-при на фестивалях «Басовішча» (Гродек, Польша) и «Вертифест» (Киев, Украина), а также заняла второе место на «Graffiti Open Music Fest» (Минск, Беларусь). Осенью за 5 дней на студии «Арзамас-16» в Могилёве были записаны все песни будущего дебютного альбома.

### 2011
Дебютный альбом «Дзевачкі і космас» вышел в июне 2011 года и был тепло встречен белорусской публикой и прессой. «Альбом уже сейчас можно считать поворотным событием в истории белорусской музыки», — отметил еженедельник «БелГазета». Диск попал в число лучших альбомов года по версии портала Experty.by, а группа победила в номинации «Рок-прорыв года» на наградах «Рок-коронация». К моменту выхода альбома Павла Емельянова за барабанами заменил Павел Филатов.

### 2012
В феврале 2012 вышел «Krou EP»(рус. Кровь), а в апреле — второй альбом «Nie Isnuje»(рус. Не существует), который также получил высокие оценки — 8.5 (по 10-балльной шкале) от критиков сайта Experty.by. Презентация диска проходила в минском клубе «Re:Public». В сентябре 2012 группа выступили на разогреве у Placebo. В октябре вышел макси-сингл «Ihołki» («рус. Иголки»).
В декабре Akute были признаны лучшей группой года сайтом Tuzin.fm и получили награду «Герои года». В этом же месяце группа стала одним из героев национальной рекламной кампании Nescafe 3 в 1 «Ошибайся только не сдавайся».
Песни Akute вошли в саундтрек первого белорусского молодёжного сериала «Выше неба», вместо которого из-за конфликта между съемочной группой и заказчиком в Интернете была представлена авторская полнометражная версия, которая стала лучшим белорусским фильмом 2012 года по версии рейтинга Kinopoisk.ru. Коллектив стал прототипом для группы, вокруг которой развиваются события фильма.

## Оценки
Дмитрий Подберезский сказал про группу в 2014 году так: «„Akute“ — это „ULIS“ нашего времени».
Виталий Матиевский, фронтмен группы «Open Space», оценил победное выступление группы на «Басовище-2010»: «Они вообще молодцы! Они скомбинировали европейский саунд с белорусским языком. Я с удовольствием слушаю их песни».

## Дискография
- «Дзевачкі і космас»[29] (июнь 2011; студийный альбом)
- «Krou EP»[30] (февраль 2012; макси-сингл)
- «Не існуе»[31] (апрель, 2012; студийный альбом)
- «Ihołki»[32][33] (октябрь 2012; макси-сингл)
- «Reaĺnaść i sny»[34] (апрель 2014; студийный альбом)
- «Płastyka»[35] (октябрь 2016; студийный альбом)
- «V» (апрель 2019; студийный альбом)
- «Напалову тут» (28 октября 2022; студийный альбом)[36]

## Состав
Актуальный состав
- Стас Мытник — вокал, гитара (2008 — настоящие дни)
- Роман Жигарев — бас-гитара, бэк-вокал (2008 — настоящие дни)

Бывшие участники
- Павел Емельянов — ударные (2008—2011)
- Павел Филатов — ударные (2011—2014)
- Vicky Fates — ударные (2014—2022)

## Награды
- Дебют года на премии Ultra-Music Awards 2009[37];
- Гран-при на фестивале «Басовище», 2010 (Гродек, Польша)[6];
- Гран-при на фестивале «Вертифест», 2010 (Киев, Украина);
- «Рок-прорыв года» на наградах «Рок-коронация 2011»[38];
- «Герои Года» по версии портала Tuzin.fm, 2012 (рус. Дюжина Хитов)[39];
- Номинант на «Лучшую белорусскоязычную песню года» на «Национальной музыкальной премии», 2012[40];
- Группа года на премии Ultra-Music Awards 2012[41].

## Фестивали
- Be2gether, 2010;
- Басовішча, 2010;
- Вертифест, 2010;
- Концерт на траве, 2011[42];
- PICNIC.BY, 2012[43];
- Рок па вакацыях, 2012[44].
- Мост, 2013[45]
- Мост, 2014[45]
- Рок за Бобров, 2016
- Atlas Weekend 2016
- Respublica 2016
- Karol Jan Open Air 2017
- A-Fest 2017